# Argenna
Argenna is een geslacht van spinnen uit de  familie van de Dictynidae (kaardertjes).

## Soorten
- Argenna obesa Emerton, 1911
- Argenna patula (Simon, 1874)
- Argenna polita (Banks, 1898)
- Argenna subnigra (O. P.-Cambridge, 1861)
- Argenna yakima Chamberlin & Gertsch, 1958